# 弗卢瓦拉克 (滨海夏朗德省旧市镇)
弗卢瓦拉克（法語：Floirac，法語發音：[flwaʁak]）是法国滨海夏朗德省的一个旧市镇，位于该省南部，属于桑特区。2018年，弗卢瓦拉克和相邻的吉伦特河畔圣罗曼合并成立了新的弗卢瓦拉克。

## 地理
弗卢瓦拉克（45°28'35"N, 0°44'57"W）面积12.86 平方千米，位于法国新阿基坦大区滨海夏朗德省，该省份为法国西部滨海省份，北起旺代省，西临大西洋，南至吉倫特省，东南接多爾多涅省，东北接德塞夫勒省接壤，东临夏朗德省。
与弗卢瓦拉克接壤的市镇（或旧市镇、城区）包括：布里苏莫尔塔涅、吉伦特河畔莫尔塔涅、吉伦特河畔圣福尔、瑟德尔河畔圣日耳曼、吉伦特河畔圣罗曼。

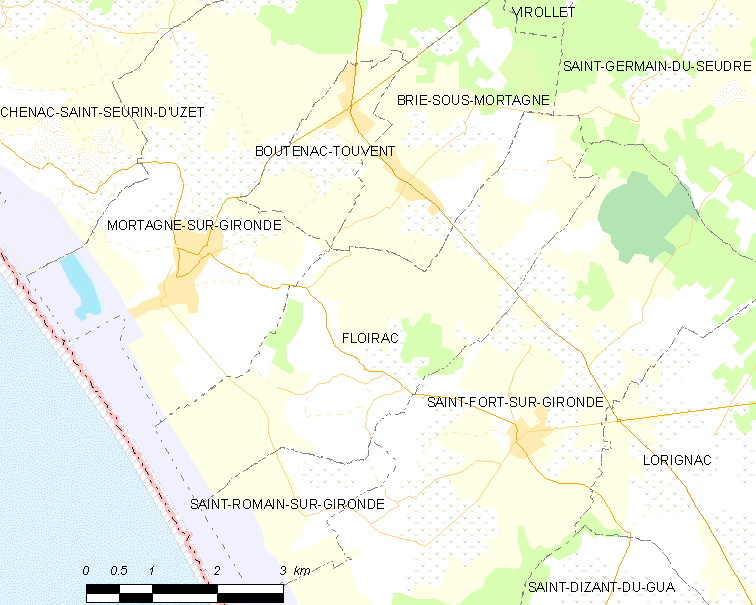
的OSM定位图

弗卢瓦拉克的时区为UTC+01:00、UTC+02:00（夏令时）。

## 行政
弗卢瓦拉克的邮政编码为17120，INSEE市镇编码为17160。

## 政治
弗卢瓦拉克所属的省级选区为桑通日-河口县。

## 人口

1962-2008年间人口变化图示

弗卢瓦拉克于2015时的人口数量为311人。